# Damià Amer Munar
Damià Amer Munar (Sa Pobla, 4 de setembre de 1958) és un futbolista i entrenador mallorquí.
Començà a jugar a futbol a la Unió Esportiva Poblera quan era petit. El 1982 el Reial Club de Mallorca el fitxà per ser defensa, fins a 1990. El 1986 fou instructor dels Juvenils Balear i entrenador de futbol sala, nivell 1 del Balear. El 1987 fou l'entrenador del Regional Balear.
El 1991 fou nomenat entrenador dels equips filials. Entre 1992 i 1994 fou ajudant del Reial Club Deportiu Mallorca B. Llavors dirigí l'Escola de Futbol del Reial Mallorca fins a 1994.
Va rebre l'Escut d'Or de la Vila de Sa Pobla, el 19 de juliol de 2002; la cerimònia se celebrà a "Sa Congregació" de Sa Pobla. Va ser delegat del primer equip del RCD Mallorca fins a l'any 2017.